# Bandungrejo (Bayan)
Bandungrejo is een bestuurslaag in het regentschap Purworejo van de provincie Midden-Java, Indonesië. Bandungrejo telt 2560 inwoners (volkstelling 2010).